# USS Whitman (DE-24)
USS Whitman (DE-24) là một tàu hộ tống khu trục lớp Evarts được Hải quân Hoa Kỳ chế tạo trong Chiến tranh Thế giới thứ hai. Nó là chiếc tàu chiến duy nhất của Hải quân Mỹ được đặt theo tên Trung úy Hải quân Robert Scott Whitman Jr. (1916-1942), phi công thuộc Liên đội Tuần tiễu VP-44 đã tử trận trong Trận Midway. Nó đã phục vụ cho đến khi chiến tranh kết thúc, xuất biên chế đồng thời xóa đăng bạ vào ngày 16 tháng 11 năm 1945. Con tàu bị bán để tháo dỡ vào ngày 31 tháng 1 năm 1947. Whitman được tặng thưởng bốn Ngôi sao Chiến trận do thành tích phục vụ trong Thế Chiến II.

## Thiết kế và chế tạo
Những chiếc thuộc lớp tàu khu trục Evarts có chiều dài chung 289 ft 5 in (88,21 m), mạn tàu rộng 35 ft 1 in (10,69 m) và độ sâu mớn nước khi đầy tải là 8 ft 3 in (2,51 m). Chúng có trọng lượng choán nước tiêu chuẩn 1.140 tấn Anh (1.160 t); và lên đến 1.430 tấn Anh (1.450 t) khi đầy tải. Hệ thống động lực bao gồm bốn động cơ diesel General Motors Kiểu 16-278A nối với bốn máy phát điện để vận hành hai trục chân vịt; công suất 6.000 hp (4.500 kW) cho phép đạt được tốc độ tối đa 21 kn (24 mph; 39 km/h), và có dự trữ hành trình 4.150 nmi (4.780 mi; 7.690 km) khi di chuyển ở vận tốc đường trường 12 kn (14 mph; 22 km/h).
Vũ khí trang bị bao gồm ba pháo 3 in (76 mm)/50 cal trên tháp pháo nòng đơn có thể đối hạm hoặc phòng không, một khẩu đội 1,1 inch/75 caliber bốn nòng và chín pháo phòng không Oerlikon 20 mm. Vũ khí chống ngầm bao gồm một dàn súng cối chống tàu ngầm Hedgehog Mk. 10 (có 24 nòng và mang theo 144 quả đạn); hai đường ray Mk. 9 và tám máy phóng K3 Mk. 6 để thả mìn sâu.
Whitman được đặt lườn như là chiếc BDE-24 tại Xưởng hải quân Mare Island, ở Vallejo, California vào ngày 7 tháng 9 năm 1942. Tuy nhiên Hải quân Hoa Kỳ quyết định giữ lại con tàu, xếp lại lớp thành DE-24 vào ngày 7 tháng 1 năm 1942. Nó được hạ thủy vào ngày 19 tháng 1 năm 1943; được đỡ đầu bởi bà Josephine P. Whitman, vợ góa Trung úy Whitman, và nhập biên chế vào ngày 3 tháng 7 năm 1943 dưới quyền chỉ huy của Hạm trưởng, Đại úy Hải quân Carl E. Bull.

## Lịch sử hoạt động

### 1943
Sau khi hoàn tất việc chạy thử máy tại vùng biển ngoài khơi San Diego, California, Whitman khởi hành từ San Francisco, California vào ngày 11 tháng 9, 1943 để hộ tống cho Đoàn tàu 2298 hướng sang khu vực quần đảo Hawaii. Đi đến Trân Châu Cảng chín ngày sau đó, nó tiếp tục hộ tống cho chiếc tàu tiếp liệu thủy phi cơ Pocomoke (AV-9) đi đến các đảo Canton và Phoenix vào đầu tháng 10, trước khi tách ra để quay trở về Trân Châu Cảng. Sang tháng 11, nó đi đến khu vực Trung tâm Thái Bình Dương để tham gia vào chiến dịch chiếm đóng quần đảo Gilbert, đảm trách vai trò soái hạm cho Tư lệnh Đội hộ tống 10, đồng thời kiêm nhiệm Tư lệnh Đội đặc nhiệm 57.7. Nó đã tuần tra ở lối ra vào vũng biển đảo Tarawa, và thực hiện các nhiệm vụ hộ tống vận tải tại chỗ cho đến tháng 12.

### 1944
Đi ngang qua Funafuti thuộc quần đảo Ellice để quay trở lại Hawaii trong tháng 1, 1944, Whitman được sửa chữa động cơ tại Xưởng hải quân Trân Châu Cảng trước khi lên đường tham gia chiến dịch quần đảo Marshall. Nó hộ tống cho Đơn vị Đặc nhiệm 53.8.3, bao gồm các tàu chở dầu đi đến Majuro bốn ngày sau khi diễn ra cuộc tấn công đổ bộ. Sau đó nó tiếp tục hộ tống cho nhiều đoàn tàu vận tải đi lại giữa các khu vực Hawaii và Marshall, rồi đi đến vùng bờ Tây vào tháng 3 để được đại tu tại Xưởng hải quân Mare Island. Nó quay trở lại Trân Châu Cảng vào ngày 10 tháng 5.
Rời khu vực quần đảo Hawaii vào ngày 27 tháng 5 để hướng sang khu vực tác chiến, Whitman hộ tống cho Đơn vị Đặc nhiệm 16.6.4, một đội tàu chở dầu phục vụ cho các đội đặc nhiệm đang tác chiến tại khu vực quần đảo Mariana trong tháng 6. Nó sau đó phục vụ hộ tống vận tải tại chỗ tại khu vực Marshall, rồi quay trở lại Trân Châu Cảng vào mùa Thu để phục vụ huấn luyện cho tàu ngầm thuộc Hạm đội Thái Bình Dương.

### 1945
Whitman đóng vai trò mục tiêu giả lập cho tàu ngầm thực hành tại khu vực phụ cận Oahu từ tháng 10, 1944 đến tháng 5, 1945. Ngoài ra con tàu còn tham nhiều nhiệm vụ khác, bao gồm tuần tra chống tàu ngầm và hoạt động canh phòng máy bay cho các tàu sân bay. Khi phục vụ cho tàu sân bay hộ tống Fanshaw Bay (CVE-70) vào ngày 23 tháng 2, nó đã giúp cứu vớt Trung úy Hải quân Ward J. Taylor sau khi máy bay của anh buộc phải hạ cánh trên biển. Sang tháng 6, con tàu được điều sang Đội đặc nhiệm 96.3 để hoạt động tuần tra tại các khu vực Eniwetok, Johnston, Kwajalein và Ulithi trong suốt mùa Hè.
Khởi hành từ Eniwetok vào ngày 10 tháng 8, Whitman hộ tống cho Đoàn tàu EU-172 hướng sang Ulithi, và con tàu đang hộ tống cho Đoàn tàu UE-123 quay trở lại Eniwetok khi nó nhận được tin tức Nhật Bản đã chấp nhận đầu hàng. Khi văn kiện đầu hàng được ký kết trên thiết giáp hạm Missouri (BB-63) tại vịnh Tokyo, Whitman đang có mặt tại Eniwetok.
Rời Kwajalein vào ngày 14 tháng 9, Whitman quay trở lại Trân Châu Cảng vào ngày 20 tháng 9, rồi tiếp tục hành trình vào ngày hôm sau để quay về vìng bờ Tây. Về đến San Pedro, California vào ngày 27 tháng 9, con tàu được cho xuất biên chế vào ngày 1 tháng 11, và tên nó được rút khỏi danh sách Đăng bạ Hải quân vào ngày 16 tháng 11. Nó được bán cho hãng National Metal and Steel Co. tại Terminal Island, California, vào ngày 31 tháng 1, 1947 để tháo dỡ.

## Phần thưởng[4]
|  |                                                       |  |
|  | Bronze star · Bronze star · Bronze star · Bronze star |  |

| Dãi băng Hoạt động Tác chiến (truy tặng) |                                                                         |                                                                         |                                      |
| Huân chương Chiến dịch Hoa Kỳ            | Huân chương Chiến dịch Châu Á-Thái Bình Dương với 4 Ngôi sao Chiến trận | Huân chương Chiến dịch Châu Á-Thái Bình Dương với 4 Ngôi sao Chiến trận | Huân chương Chiến thắng Thế Chiến II |